# Trivandrum International Airport
Trivandrum International Airport (franska: Aéroport international Trivandrum, hindi: त्रिवेंद्रम अंतर्राष्ट्रीय विमानक्षेत्र, malayalam: തിരുവനന്തപുരം അന്താരാഷ്ട്ര വിമാനത്താവളം, marathi: त्रिवेंद्रम आंतरराष्ट्रीय विमानतळ, tamil: திருவனந்தபுரம் பன்னாட்டு வானூர்தி நிலையம்) är en flygplats i Indien.   Den ligger i distriktet Thiruvananthapuram och delstaten Kerala, i den södra delen av landet, 2 200 km söder om huvudstaden New Delhi. Trivandrum International Airport ligger 4 meter över havet.
Terrängen runt Trivandrum International Airport är platt. Havet är nära Trivandrum International Airport åt sydväst. Runt Trivandrum International Airport är det mycket tätbefolkat, med 3 369 invånare per kvadratkilometer. Närmaste större samhälle är Thiruvananthapuram, 3,2 km öster om Trivandrum International Airport. Runt Trivandrum International Airport är det i huvudsak tätbebyggt.